# Preta Rara
Preta Rara   (Santos, 13 de maig de 1985) nom artistic de Joyce da Silva Fernandes, és una rapera, professora d'història, feminista i activista brasilera. Destacà en la lluita contra la subordinació de les treballadores domèstiques, centrant-se en la discriminació ètnica, i denuncià abusos i en publicà un llibre el 2019. El seu treball contra els prejudicis també s'estén a qüestions del cos, contra la discriminació de les dones amb obesitat.

## Biografia
És filla d'una antiga treballadora domèstica, Helena, i d'un carter, Jairo, i la major de dues germanes i un germà adoptiu. La seua primera experiència com a cantant fou als 10 anys, quan sa mare l'obligà a anar a l'església. Fernandes va treballar set anys com a treballadora domèstica. El 2008, la seua patrona la trobà llegint una biografia de la política alemanya Olga Benario, i aquesta l'animà a matricular-se en la universitat.
Entrà en la Universitat Catòlica de Santos el 2009, i hi acabà estudis d'Història. Poc després, entra com a becària en el Monumento Nacional Engenho dos Erasmos, en què després fou contractada. Va fer classes a adolescents durant set anys.

## Trajectòria
El 2005, Fernandes adopta el nom artístic de Preta Rara quan va crear Tarja Preta, un dels primers grups de rap femení de Santos. El grup va guanyar premis a São Paulo, i es dissolgué a l'octubre del 2013. Aquest mateix any, crea la marca d'accessoris "Audácia Afro Moda".
El 2015, publica el primer àlbum en solitari, Audácia, de manera independent, en què abordava els temes habituals en l'obra de Fernandes, com el racisme i la subordinació de les dones negres en la societat brasilera. El disc conté rimes i poesia, i narra la trajectòria vital de la cantant i el seu activisme en els moviments socials, i inclou participacions especials d'altres artistes com ara GOG, Ieda Hills, DJ Caíque i DjDanDan.
El 2016, crea el perfil "Eu Empregada Doméstica" en la xarxa social Facebook, en què compartia situacions d'abús a les quals havia estat sotmesa com a treballadora. La iniciativa tragué a la llum les denúncies de milers de dones en situacions semblants, i captà l'atenció dels mitjans brasilers i internacionals. El 2017, va crear la Guia dels drets de les treballadores domèstiques en col·laboració amb l'Observatori dels Drets i Ciutadania de les Dones i el col·lectiu feminista Como uma Deusa. El mateix 2017, i va presentar la sèrie web Nossa Veu Ecoa, disponible en YouTube, en què entrevista personalitats com Criolo, Érica Malunguinho, Liniker, entre d'altres. Aquesta websèrie s'inclogué en ProAc Cultura Negra/ 2016.
El 2019, Preta Rara publicà el primer llibre amb el títol Eu, empregada doméstica: a senzala moderna é o quartinho da empregada (traduible com "Jo, criada: la senzala moderna és la cambra de la criada"). L'obra es presentà durant el Festival Literari de les Perifèries de a Rio de Janeiro. El llibre li feu ressò en alguns mitjans, com ara la revista M del diari Le Monde, o el The New York Times.

## Obra
- 2019 – Eu, empregada doméstica: a senzala moderna é o quartinho da empregada. Letramento. ISBN 9788595302891.[14]

## Reconeixements
El 2018, fou nominada per la diputada federal Ana Perugini a la Medalla Mietta Santiago (medalla d'or), un guardó que valora iniciatives relacionades amb els drets de les dones. A l'any següent, Fernandes va rebre el Premi Beth Lobo als Drets Humans de les Dones per la Comissió de Defensa dels Drets de la Persona Humana, Ciutadania, Participació i Afers Socials, de l'Assemblea Legislativa de l'Estat de São Paulo.